# Эрман, Адольф
Иога́нн Пе́тер Адо́льф Э́рман (нем. Johann Peter Adolf Erman; 31 октября 1854, Берлин — 26 июня 1937, там же) — немецкий египтолог и лексикограф, основатель берлинской египтологической школы. Внёс значительный вклад в египтологию, в частности, в изучение древнеегипетского языка.

## Биография
Адольф Эрман родился в семье с гугенотскими корнями. Отец — физик Георг Адольф Эрман, мать — Мария Бессель, дочь кёнигсбергского астронома Фридриха Вильгельма Бесселя. Внук физика Пауля Эрмана. Старший брат — библиотекарь Вильгельм Эрман, младший — правовед Генрих Эрман. Эрман изучал египтологию в Лейпцигском и Берлинском университетах, был учеником Георга Эберса.
С 1883 года — внештатный, а с 1892 — штатный профессор египтологии в Берлинском университете. Там он проработал до прихода к власти нацистов. В 1934 году Адольф Эрман был смещён с должности по причине своего еврейского происхождения: его бабушка Каролина, сестра издателя Юлиуса Эдуарда Гитцига и супруга физика Пауля Эрмана, была еврейкой.
С 1885 года — директор Египетского музея в Берлине. С 1882 года Эрман совместно с Генрихом Бругшем начал издавать «Журнал египетского языка и древней истории» (Zeitschrift für ägyptische Sprache und Alterthumskunde).
С 1894 года — член Прусской академии наук.
В ходе изучения египетского языка Эрман, в отличие от своих предшественников (усилия которых были в основном сосредоточены на изучении особенностей египетского письма), приступил к систематическому исследованию структуры и грамматики данного языка и на основе сравнительного анализа текстов разного времени выделил качественно отличные периоды его развития. Труды Эрмана были посвящены также истории культуры и религии древнего Египта, причём он первым попытался обобщить всю известную в его время информацию о египетской цивилизации.
В 1897 году Эрман стал инициатором создания Берлинского словаря египетского языка. Он выявил родственные связи египетского и семитских языков. Грамматики Эрмана неоднократно переиздавались и переводились на другие языки.
Учениками Эрмана были К. Зете, Г. Штейндорф, Л. Борхардт, В. Шпигельберг, Г. Шефер, Дж. Г. Брэстед, Ф. фон Биссинг.
В 1893—1895 годах у Эрмана учился русский египтолог Б. А. Тураев, который позднее перевёл на русский язык его «Египетскую грамматику».

## Работы
Эрману принадлежит более 200 работ по различным вопросам египтологии.
- Новоегипетская грамматика (Neuägyptische Grammatik. Leipzig, 1880)
- Египет и египетская жизнь в древности (Ägypten und ägyptisches Leben im Altertum. Bd. I—II. Tübingen, 1885—1887)
- Сказки папируса Весткар (Die Märchen des Papyrus Westcar. Berlin, 1890)
- Язык папируса Весткар (Die Sprache des Papyrus Westcar. Göttingen, 1890)
- Египетская грамматика (Ägyptische Grammatik, Berlin, 1894)
- Разговор разочарованного со своим духом (Gespräch eines Lebensmüden mit seiner Seele. Berlin, 1896).
- Египетская религия (Die ägyptische Religion. Berlin, 1905)
- Иероглифы (Die Hieroglyphen. Berlin-Leipzig, 1912)
- Литература египтян (Die Literatur der Ägypter. Leipzig, 1923)
- Словарь египетского языка (Wörterbuch der ägyptischen Sprache. Leipzig, 1926—1931) доступен online
- Религия египтян (Die Religion der Ägypter. Leipzig, 1934)
- Мир на Ниле: картины из древнего Египта (Die Welt am Nil: Bilder aus dem alten Ägypten. Leipzig, 1936)